# Amalraj Arulappan
Amalraj Arulappan (ur. 4 grudnia 1953 w Coonoor) – indyjski duchowny rzymskokatolicki, od 2006 biskup Ootacamund.

## Życiorys
Święcenia kapłańskie przyjął 26 grudnia 1980 i został inkardynowany do diecezji Ootacamund. Po krótkim stażu wikariuszowskim oraz studiach specjalistycznych w Rzymie został wykładowcą seminarium w Coimbatore, zaś w 1996 został jego rektorem. W latach 2005–2006 przebywał w Stanach Zjednoczonych.
30 czerwca 2006 otrzymał nominację na biskupa Ootacamund, zaś 9 sierpnia 2006 przyjął sakrę biskupią.